# Kommission für Rechtsgeschichte Österreichs
Die Kommission für Rechtsgeschichte Österreichs (KRGÖ) ist eine Einrichtung der Österreichischen Akademie der Wissenschaften (ÖAW).

## Allgemeines
Die KRGÖ entstand 1995 durch Zusammenlegung zweier Kommissionen der Österreichischen Akademie der Wissenschaften, die beide auf das Jahr 1864 zurückgehen und somit zu den ältesten Kommissionen der ÖAW zählten: Der Kommission für die Savigny-Stiftung, die zunächst zur Verwaltung der genannten Stiftung, dann, ab 1946, zur Edition österreichischer Rechtsquellen berufen war, sowie der Weistümer- und Urbarkommission, deren Aufgabe die Edition einschlägiger Rechtsquellen war.
Die Quellenedition (in der Reihe „Fontes iuris“) ist weiterhin eine der Hauptaufgaben der Kommission, daneben organisierte sie etwa im Jahresabstand eine Tagung. Seit 2004 ist die Tätigkeit des Reichshofrates ein besonderer Forschungsschwerpunkt der KRGÖ. Seit 2011 gibt sie eine eigene Zeitschrift, die „Beiträge zur Rechtsgeschichte Österreichs“, heraus, die zweimal jährlich sowohl online als auch in einer Printausgabe im Verlag der Österreichischen Akademie der Wissenschaften erscheint.
Derzeit besteht die Kommission aus vierzehn ehrenamtlich tätigen Mitgliedern, die an den Universitäten Wien, Graz, Linz, Innsbruck und Salzburg beheimatet sind. Obmann war bis 2010 Werner Ogris, der schon seit 1975 die Savigny-Kommission geleitet hatte; 2010 wurde Thomas Olechowski zu seinem Nachfolger gewählt. 2012 wurde die Kommission aufgelöst, jedoch 2014 wiedererrichtet und erneut Olechowski zum Obmann gewählt.
2003–2012 standen der Kommission wissenschaftliche Mitarbeiter, zuletzt im Ausmaß von zwei Vollzeitäquivalenten und einer halbtägig angestellten Sekretärin, sowie eigene Räumlichkeiten im 3. Wiener Gemeindebezirk zur Verfügung. Diese Personal- und Sachmittel wurden 2012 an die Universität Wien abgetreten, wo in weiterer Folge eine „Forschungsstelle für Rechtsquellenerschließung“ gebildet wurde. Die 2015 wiedererrichtete Kommission arbeitet eng mit dieser Forschungsstelle zusammen, besitzt aber selbst nur drittmittelfinanzierte Projektmitarbeiter.

## Fontes iuris
In der Reihe „Fontes iuris“, einer Unterreihe der „Fontes rerum Austriacarum“ erschienen bislang folgende Quelleneditionen der Savigny-Kommission bzw. der KRGÖ:
- Gerhard Jaritz, Christian Neschwara (Hrsg.): Die Wiener Stadtbücher 1395–1430. Teil 5: 1418–1421 (= Fontes rerum Austriacarum, Abt. 3: Fontes Iuris 10/5, Wien/Köln/Weimar 2018).
- Josef Pauser, Martin P. Schennach (Hrsg.): Die Tiroler Landesordnungen von 1526, 1532 und 1573 (= Fontes rerum Austriacarum, Abt. 3: Fontes Iuris 26, Wien/Köln/Weimar 2018).
- Alois Kernbauer (Hrsg.): Stadtrecht – Stadtherrschaft – Staat. Die Integration der Stadt in den absolutistischen Staat am Beispiel der Rechtsquellen Hartbergs (= Fontes rerum Austriacarum, Abt. 3: Fontes Iuris 10/5, Wien/Köln/Weimar 2017).
- Anita Hipfinger (Hrsg.): „Das Beispiel der Obrigkeit ist der Spiegel des Unterthans“ Instruktionen und andere normative Quellen zur Verwaltung der liechtensteinischen Herrschaften Feldsberg und Wilfersdorf in Niederösterreich (1600–1815) (= Fontes rerum Austriacarum, Abt. 3: Fontes Iuris 24, Wien/Köln/Weimar 2016).
- Josef Löffler: Instruktionen und Ordnungen der Stiftsherrschaft Klosterneuburg. Quellen zur Verwaltung sowie zur Land- und Forstwirtschaft einer geistlichen Grundherrschaft in der Frühen Neuzeit (= Fontes rerum Austriacarum, Abt. 3: Fontes Iuris 27, Wien 2021).
- Judit Majorossy, Katalin Szende (Hrsg.): Das Preßburger Protocollum Testamentorum 1410 (1427) – 1529. Teil 2: 1487–1529 (= Fontes Iuris 21/2, Wien/Köln/Weimar 2014).
- Johannes Ramharter (Bearb.): Profile einer landesfürstlichen Stadt. Aus den Ratsprotokollen der Stadt Tulln 1517-1679 (= Fontes rerum Austriacarum, Abt. 3: Fontes Iuris 23, Wien/Köln/Weimar 2013).
- Christian Neschwara (Hrsg.): Die ältesten Quellen zur Kodifikationsgeschichte des österreichischen ABGB. Josef Azzoni, Vorentwurf zum Codex Theresianus – Josef Ferdinand Holger, Anmerckungen über das österreichische Recht (1753) (= Fontes rerum Austriacarum, Abt. 3: Fontes Iuris 22, Wien/Köln/Weimar 2012).
- Judit Majorossy, Katalin Szende (Hrsg.): Das Preßburger Protocollum Testamentorum 1410 (1427) – 1529. Teil 1: 1410–1487 (= Fontes rerum Austriacarum, Abt. 3: Fontes Iuris 21/1, Wien/Köln/Weimar 2010).
- Gerhard Jaritz, Christian Neschwara (Hrsg.): Die Wiener Stadtbücher 1395–1430. Teil 4: 1412–1417 (= Fontes rerum Austriacarum, Abt. 3: Fontes Iuris 10/4, Wien/Köln/Weimar 2009).
- Helmuth Feigl, Thomas Stockinger: Die Urbare der Herrschaften Maissau und Sonnberg anlässlich der Teilung des Erbes nach Georg von Eckartsau im Jahre 1497 (= Fontes rerum Austriacarum, Abt. 3: Fontes Iuris 20, Wien/Köln/Weimar 2008).
- Thomas Winkelbauer: Gundaker von Liechtenstein als Grundherr in Niederösterreich und Mähren. Normative Quellen zur Verwaltung und Bewirtschaftung eines Herrschaftskomplexes und zur Reglementierung des Lebens der Untertanen durch einen adeligen Grundherrn sowie zur Organisation des Hofstaats und der Kanzlei eines „Neufürsten“ in der ersten Hälfte des 17. Jahrhunderts (= Fontes rerum Austriacarum, Abt. 3: Fontes Iuris 19, Wien/Köln/Weimar 2008).
- Gerhard Jaritz, Christian Neschwara (Hrsg.): Die Wiener Stadtbücher 1395–1430. Teil 3: 1406–1411 (= Fontes rerum Austriacarum, Abt. 3: Fontes Iuris 10/3, Wien/Köln/Weimar 2006).
- Günter Schneider: Das Urbar des niederösterreichischen Zisterzienserklosters Zwettl von 1457. Auswertung und Edition (= Fontes rerum Austriacarum, Abt. 3: Fontes Iuris 18, Wien/Köln/Weimar 2002).
- Ingo Schwab (Hrsg.): Das Landrecht von 1346 für Oberbayern und seiner Gerichte Kitzbühel, Kufstein und Rattenberg (= Fontes rerum Austriacarum, Abt. 3: Fontes Iuris 17, Wien/Köln/Weimar 2002).
- Sonja Pallauf, Peter Putzer (Hrsg.): Die Waldordnungen des Erzstiftes Salzburg (= Fontes rerum Austriacarum, Abt. 3: Fontes Iuris 16, Wien/Köln/Weimar 2001).
- Wilhelm Brauneder, Gerhard Jaritz, Christian Neschwara (Hrsg.): Die Wiener Stadtbücher 1395–1430. Teil 2: 1401–1405 (= Fontes rerum Austriacarum, Abt. 3: Fontes Iuris 10/2, Wien/Köln/Weimar 1998).
- Roman Zehetmayer: Das Urbar des Grafen Burkhard III. von Maidburg-Hardegg aus dem Jahre 1363. Mit einer Einleitung zur Struktur der Grafschaft Hardegg im 14. Jahrhundert (= Fontes rerum Austriacarum, Abt. 3: Fontes Iuris 15, Wien/Köln/Weimar 2001).
- Christa Schillinger-Prassl: Die Rechtsquellen der Stadt Leoben (= Fontes rerum Austriacarum, Abt. 3: Fontes Iuris 14, Wien/Köln/Weimar 1997).
- Martin Scheutz, Kurt Schmutzer, Stefan Spevak, Gabriele Stöger (Hrsg.): Wiener Neustädter Handwerksordnungen (1432 bis Mitte des 16. Jahrhunderts). Mit einer Einleitung von Albert Müller (= Fontes rerum Austriacarum, Abt. 3: Fontes Iuris 13, Wien/Köln/Weimar 1997).
- Johannes Ramharter: „Weil der Altar altershalben unförmblich und paufellig…“. Rechtsfragen zur Ausstattung der Sakralbauten im Salzburger Raum (= Fontes rerum Austriacarum, Abt. 3: Fontes Iuris 12, Wien/Köln/Weimar 1996).
- Fritz Mayrhofer (Hrsg.): Rechtsquellen der Stadt Linz 799–1493 (= Fontes rerum Austriacarum, Abt. 3: Fontes Iuris 11, Wien/Köln/Graz 1985).
- Wilhelm Brauneder, Gerhard Jaritz (Hrsg.): Die Wiener Stadtbücher 1395–1430. Teil 1: 1395–1400 (= Fontes rerum Austriacarum, Abt. 3: Fontes Iuris 10/1, Wien/Köln 1989).
- Peter Csendes (Hrsg.): Die Rechtsquellen der Stadt Wien (= Fontes rerum Austriacarum, Abt. 3: Fontes Iuris 9, Wien/Köln/Graz 1986).
- Melitta Berger (Hrsg.): Die Rechtsquellen der Freistadt Rust (= Fontes rerum Austriacarum, Abt. 3: Fontes Iuris 8, Wien/Köln/Graz 1983).
- Gustav Otruba (Hrsg.): Österreichische Fabriksprivilegien vom 16. bis ins 18. Jahrhundert und ausgewählte verwandte Quellen zur Frühgeschichte der Industrialisierung. Unter Mitarbeit von Manfred Lang und Harald Steindl (= Fontes rerum Austriacarum, Abt. 3: Fontes Iuris 7, Wien/Köln/Graz 1981).
- Heinrich Demelius (Hrsg.): Wiener Ratsurteile des Spätmittelalters (= Fontes rerum Austriacarum, Abt. 3: Fontes Iuris 6, Wien/Köln/Graz 1980).
- Christine Edith Janotta (Hrsg.): Das Privilegienbuch der Stadt Feldkirch (= Fontes rerum Austriacarum, Abt. 3: Fontes Iuris 5, Wien/Köln/Graz 1979).
- Herbert Knittler (Hrsg.): Die Rechtsquellen der Stadt Weitra (= Fontes rerum Austriacarum, Abt. 3: Fontes Iuris 4, Wien/Köln/Graz 1975).
- Harald Uhl: Handwerk und Zünfte in Eferding. Materialien zum Grundherrschaftlichen Zunfttypus (= Fontes rerum Austriacarum, Abt. 3: Fontes Iuris 3, Wien 1973).
- Otto Wutzel (Hrsg.): Die Rechtsquellen der Stadt Eferding (= Fontes rerum Austriacarum, Abt. 3: Fontes Iuris 2, Graz/Köln 1954).
- Otto Brunner (Hrsg.): Die Rechtsquellen der Städte Krems und Stein (= Fontes rerum Austriacarum, Abt. 3: Fontes Iuris 1, Graz/Köln 1953).